# 나투 라
나투 라(티베트어: རྣ་ཐོས་ལ 중국어 간체자: 乃堆拉山口, 병음: Nǎiduīlā Shānkǒu)는 인도 시킴주와 중화인민공화국 티베트 자치구사이에 난 고갯길이다. 중화인민공화국과 인도를 잇는 유일한 개방된 국경이다. 다른 지역은 국경 분쟁으로 인해 국경이 개방되어 있지 않다.  나투는 '귀로 듣다' 라는 '고갯길'이라는 뜻이다. 

## 역사
고대로부터 실크로드의 지선이 지나갔다.
인도-중국 전쟁으로 1962년 폐쇄되었다. 이후 시킴 주를 1975년 인도가 완전히 병합하였다. 중화인민공화국은 시킴주의 병합을 인정하지 않으면서 계속 폐쇄된 상태로 있었다. 2003년 중화인민공화국이 시킴주를 인도의 영토로 사실상 인정한 이후 2006년 국경이 재개방되었다.